# Ba Chúc (thị trấn)
Ba Chúc is een thị trấn in het Vietnamese district Tri Tôn in de provincie An Giang. Ba Chúc ligt in de Mekong-delta.